# La Garduña (sociedad secreta)
La Garduña fue supuestamente una sociedad secreta criminal o grupo de crimen organizado que habría operado en España y sus tierras de ultramar desde mediados del siglo XV hasta el siglo XIX. Sin embargo, las fuentes que hablan de ella son muy discutidas y la misma existencia de esta sociedad es cuestionada por varios historiadores modernos, dado que solamente se cuenta con testimonios literarios. Con el misterio de que se rodeó y las influencias que logró poner en juego, llegó a formar una pavorosa hueste de millares de asociados, con cuartel general en Sevilla, en cuya comarca saqueaban, incendiaban y daban muerte a todo el que se oponía a sus planes. La sociedad tenía nueve grados, distribuidos en tres clases. A la inferior pertenecían los chivatos (novicios), que actuaban de espías y estaban encargados de llevar el botín. En esta clase inferior formaban parte también las coberteras, que eran mujeres de mala vida que se insinuaban hipócritamente en las casas de particulares, espiando la ocasión de robar o también atrayendo con mimos a los hombres y logrando que estos las llevasen a sitios retirados y, una vez allí, ponían a los incautos en manos de los facinerosos. Para esta clase de engaño la Garduña se valía de mujeres jóvenes y bien parecidas a las que daban nombre de sirenas. El otro grado de esta clase inferior lo formaban los fuelles o soplones, también espías pero de avanzada edad, hombres de aspecto venerable, de conversación meliflua y maneras recatadas, con lo cual tenían entrada en las casas ricas sorprendían los secretos de las familias y las explotaban después en beneficio de la asociación.
La segunda clase tenía una acción más directa en las operaciones de la asociación: la formaban los floreadores, sujetos corrompidos, licenciados de presidio o escapados de galeras. Estos no fingían, sino que eran como el brazo de la secta, su comité ejecutivo, robando siempre que tenían ocasión de hacerlo impunemente. Venían luego los punteadores, que eran propiamente los asesinos, y se ayudaban, en caso necesario, de los guapos, duelistas muy hábiles en el manejo de toda clase de armas blancas.

## Origen
Toma su nombre del sigiloso animal depredador nocturno de excelente vista, oído y olfato, la garduña (Martes foina). Habría nacido en el contexto de las germanías o fraternidades criminales, con frecuencia organizadas tomando la estructura de una cofradía religiosa, desarrollando un poder, extensión y complejidad organizativa comparables a los de las grandes mafias modernas. Se ha sugerido incluso que la Garduña fue el origen de muchas sociedades criminales posteriores, como la Camorra napolitana, basándose en el hecho de que nació en una época en la que Nápoles y sus territorios pertenecían a la Corona española.
El vocablo aparece con su significado delincuencial en el Tesoro de la Lengua Castellana o española de Sebastián de Covarrubias (1673). No es el único lugar. En los Avisos de Jerónimo de Barrionuevo de 1658 se lee que un cochero era "de los de la Garduña", esto es, perteneciente a un gremio de pícaros y ladrones. No se solía especificar más, porque ese tipo de asociaciones, aparte de ser secretas, daban mala fama a quien hablaba de ellas. Alonso de Castillo Solórzano, titula La garduña de Sevilla (1642) a una novela picaresca protagonizada por Rufina, una ladrona y estafadora profesional; pero en el título solo se tiene al animal como prototipo de la hábil ladrona. Más centrada en el hampa está La hija de la Celestina, la ingeniosa Elena (1612), del discípulo de Cervantes, Alonso Jerónimo de Salas Barbadillo.
La Garduña es descrita como una sociedad secreta y esotérica, con juramentos y ritos de iniciación. Se habría fundado en Toledo hacia 1412, a partir de diversas bandas incontroladas de jaques que extorsionaban, asaltaban y robaban las casas de musulmanes y judíos, excusándose en colaborar con la Inquisición o denunciándolos para luego adquirir en subasta amañada sus bienes en connivencia con la Inquisición. Según la leyenda, a un ermitaño llamado Apolinario (posteriormente fue canonizado) se le apareció la Virgen, explicándole que los musulmanes se habían asentado en España como castigo divino al dejar de atender las obligaciones cristianas. Así la Virgen le pidió al ermitaño que reuniera en su nombre a personas que se dejasen guiar por la Biblia con el objetivo de defender el catolicismo. Después se habría desarrollado mucho en Sevilla, hacia donde iban a parar las perlas, gemas, esmeraldas, oro y plata de la recién descubierta América, con el consiguiente auge de la industria del lujo, la banca y la criminalidad asociada a la riqueza. El personaje de Monipodio en la novela ejemplar de Cervantes Rinconete y Cortadillo estaría, pues, inspirado en un personaje real al cual tuvo la oportunidad de conocer; no en vano Cervantes estuvo en la cárcel dos veces.

## Estructura
La Garduña copió su estructura de la de una cofradía religiosa, por lo cual se consideraba una hermandad, en cierta manera simétricamente opuesta a la policial Santa Hermandad: una asociación piadosa y benéfica llamada, supuestamente, "San Hernando de los Afligidos" que a comienzos del siglo XIX actuaba como tapadera de sus actividades ilícitas. La cúpula estaba formada por un directorio secreto de altos protectores, a los cuales sólo tendría acceso el Hermano Mayor o Gran Maestre, un personaje de alta condición social que maneja los hilos y tiene a sus órdenes diversos capataces. Había una Garduña por cada ciudad, las más poderosas eran las de Sevilla y otras ciudades portuarias. Cada capataz dirigía a dos tipos distintos de malhechores: los punteadores (principalmente asesinos o matones) y los floreadores (principalmente ladrones). Por debajo de cada uno de estos punteadores o floreadores están los postulantes, que los ayudan, recaudan las contribuciones y esperan alcanzar la posición de punteador o floreador.
Por último, están los fuelles o aprendices, de los cuales hay diversos tipos: soplones, chivatos, coberteras y sirenas. Los soplones suelen ser mendigos o ancianos que, a manera de ojeadores, pueden vigilar o entrar en las casas prevalecidos de su venerable condición y así saber si merece robarse o qué y en qué condiciones. Los chivatos suelen ser personas infiltradas. Los coberteras son peristas que venden mercancía robada y las sirenas son las prostitutas, que también suelen ser fuentes de información para los delincuentes. Los miembros de la sociedad secreta se reconocían por tener tres puntos tatuados en la palma de la mano.

## Influencia
La Garduña operaría con casi total impunidad y entre sus afiliados y colaboradores habría contado con gobernadores, jueces, alcaldes y hasta directores de prisión. Se habría disimulado como una orden religiosa, arrogándose el derecho divino a robar y asesinar. Sacaría su capital humano de los marginados, galeotes, soldados pobres, pícaros, estafadores, cuatreros, seminaristas y curas expulsados y estudiantes pobres sopistas o tunos (de donde viene la palabra tunante). Como sociedad esotérica no tendría al parecer documentos escritos ni estatutos, comunicándose las normas a través de la iniciación y las posteriores elevaciones de grado, y la traición a dichas normas no escritas se pagaría con la vida. Se afirma que algunos miembros de la hermandad fueron ajusticiados por actuar sin la previa autorización de sus maestros.
Existe la leyenda, divulgada por algunos cantos de mala vida y ritos de la mafia calabresa, de que las distintas mafias italianas fueron creadas por tres caballeros españoles (Osso, Mastrosso y Carcagnosso) de la Garduña que, en el siglo XV, huyeron de Toledo tras vengar con sangre el honor ultrajado de una hermana. Los tres caballeros se refugiaron en la isla mediterránea de Favignana, cerca de Sicilia, y allí permanecieron 29 años, 11 meses y 29 días, tiempo en que calcaron las reglas sociales y el código de la Garduña en el que rige la mafia. Posteriormente, al separarse, cada uno llevó estas normas a tres lugares distintos: Osso las difundió en Sicilia (creando la Cosa Nostra), Mastrosso las dio a conocer en Calabria (territorio de la 'Ndrangheta) y Carcagnosso las divulgó por Campania (dando origen a la Camorra).

## Reglas. ElLibro mayor
1. Buen ojo, buen oído, buenas piernas y poca lengua.
2. Recibir bajo protección a mujeres que sufran persecución por la Justicia.
3. Los chivatos no podrán, en su primer año de noviciado, montar "negocios" por sí solos.
4. Los punteadores se encargarán de los negocios de más cuantía.
5. Los floreadores vivirán a costa de sus uñas con un tercio de sus negocios y dejarán algo para las ánimas del Purgatorio.
6. Los encubridores recibirán el diez por ciento de todas las sumas.
7. Las sirenas se quedarán los regalos de los nobles.
8. La regla máxima será: "Antes mártires que confesores".

## Juicio y desaparición
Si bien la sociedad carecería de documentos escritos, la vanidad de sus últimos Hermanos Mayores les habría llevado a escribir el llamado Libro Mayor narrando sus actividades en tono heroico. El libro habría sido descubierto en 1821 en la casa del Hermano Mayor, Francisco Cortina, al ser este arrestado bajo acusación de asesinato por el oficial de cazadores Manuel de Cuendías. Sin embargo, un incendio en la Audiencia de Sevilla en 1918 acabó con este libro y todas las pruebas que allí se almacenaban.
Como consecuencia de este hallazgo habrían sido juzgados y ejecutados-colgados en la plaza Mayor de Sevilla, el 25 de noviembre de 1822 el Hermano Mayor (gran maestro), sus lugartenientes y otros garduñistas reconocidos (un total de dieciséis). 
La suerte posterior de esta presunta sociedad secreta sería un misterio, insinuándose un reciclaje o al menos una influencia en grupos como la Camorra, la Cosa nostra o la piratería caribeña.

## Discusión actual
Actualmente existe un debate abierto sobre si la Garduña fue una sociedad real o una mera fantasía. Existe cierto consenso en el sentido de que existirían algunas formas de crimen organizado, pero que no pasarían en extensión más allá de las ciudades importantes para formar una estructura mayor y más articulada. Así pues, la gran duración, influencia e impunidad que se le achaca hace difícil creer que realmente pudiera pasar por la historia sin dejar más restos y menciones. Otras organizaciones de similar duración, como la Masonería, las tríadas chinas o la Camorra italiana las tienen en abundancia.
Aunque algunas novelas del Siglo de Oro, en especial novelas picarescas (como Rinconete y Cortadillo de Cervantes o El Buscón de Quevedo) hacen referencia a sociedades de malhechores, estas no parecen ser grupos de ámbito nacional, sino que su influencia se halla limitada a una única ciudad.
Por otra parte, y aunque algunas fuentes remiten al archivo de Toledo o a los juicios de Sevilla, nunca se menciona en ellas referencias a documentos determinados y rastreables dentro de dichos archivos o, más bien, no se ha investigado suficientemente en ellos. Se han hecho, sin embargo, interesantes estudios sobre el mundo criminal de la Sevilla del Siglo de Oro por parte de, por ejemplo, Antonio Domínguez Ortiz. 
Julio Caro Baroja duda de la existencia real de la documentación citada por el proceso sevillano del siglo XIX. También León Arsenal e Hipólito Sanchiz, en su libro Una historia de las sociedades secretas españolas, afirman que todas las fuentes sobre la existencia e historia de la Garduña tienen su base en Misterios de la Inquisición española y otras sociedades secretas de España, libro firmado por Víctor de Fereal (que podría ser un pseudónimo de la francesa madame de Suberwick). Este libro lleva notas de Manuel de Cuendías (que sería el mismo oficial responsable del arresto del último Hermano Mayor). Dicho texto estaría escrito de forma novelada y no sería una fuente fiable sino un texto de propaganda anticlerical. Ambos autores también produjeron textos románticos sobre España en el estilo de la Carmen de Prosper Mérimée y diversos panfletos anticlericales. Madame de Suberwick sería, asimismo, un pseudónimo de una escritora francesa desconocida, mientras que Manuel de Cuendías parece haber sido un liberal exaltado que también produjo en 1858 un proyecto de constitución progresista para España. 
La falta de otras referencias y la escasa fiabilidad que adjudican a la fundamental llevan a Arsenal y Sanchiz a dudar de la existencia de la Garduña.